# Francesco Fransoni
Francesco Fransoni (Filandari, 10 gennaio 1886 – Roma, 23 settembre 1974) è stato un diplomatico italiano, Segretario generale del Ministero degli Affari Esteri dal 1946 al 1948.

## Biografia

### Formazione culturale e primi incarichi consolari
Completati gli studi liceali a Roma, Fransoni frequentò il R. Istituto di Scienze Politiche “Vittorio Alfieri” di Firenze dove conseguì la laurea nel 1910. Nel 1911 si arruolò nell'esercito come volontario, partecipando alla campagna di Libia e conseguendo una medaglia d'argento al valore militare.
A seguito di concorso pubblico, Francesco Fransoni entrò al Ministero degli Affari Esteri il 6 aprile 1913, in qualità di addetto consolare e fu assegnato all'ufficio competente in questioni di nazionalità, estradizione e protezione consolare. Il 20 aprile 1914 fu destinato a Tunisi, con funzioni di vice console; il 30 giugno 1916 al consolato di New York e il 28 febbraio 1918 venne promosso vice console di prima classe. Rientrò a Roma il 12 febbraio 1919.

### L'esperienza georgiana
Il 31 dicembre 1919 Fransoni fu nominato reggente del consolato italiano a Tblisi, all'epoca capitale della Federazione Transcaucasica, che comprendeva Armenia, Azerbaigian e Georgia. Qui conobbe la principessa georgiana Marina Matchabelli, che sposò l'11 aprile 1920. Nel febbraio del 1921, la Georgia fu invasa dalla Russia sovietica, ma Fransoni rimase al suo posto per continuare a curare gli interessi commerciali italiani e il rimpatrio di molti connazionali. Durante l'estate del 1922 le autorità governative ostacolarono l'azione dell'ambulatorio italiano di Tblisi, che offriva servizi sanitari anche alla popolazione locale. Ne nacque una grave crisi che, il 23 agosto 1922, portò alla rottura delle relazioni diplomatiche e alla chiusura della rappresentanza italiana nel Caucaso.

### Carriera diplomatica
Il 20 giugno 1923 Fransoni rientrò al Ministero degli Esteri e fu promosso Segretario di legazione. Il 21 settembre 1926, fu trasferito a Rio de Janeiro; il 21 aprile 1929 a La Paz e il 9 gennaio 1930 a Buenos Aires, come primo segretario con funzioni di consigliere. Fu poi Consigliere d'ambasciata a Parigi (1932-1935) e inviato straordinario a Kaunas, in Lituania (1935-1938). Il 22 giugno 1938 fu inviato a Praga come ministro plenipotenziario di seconda classe; il 28 settembre 1939 fu trasferito a Stoccolma. Infine, dal 21 giugno 1941 al maggio del 1943 fu ministro plenipotenziario a Lisbona.

### I contatti segreti con gli alleati
A Lisbona, Capitale di un paese neutrale, Fransoni fu protagonista di un tentativo di contatto con l'ambasciata inglese concernente la disponibilità dell'Italia a dissociarsi dalla Germania nazista, secondo condizioni da concordare. Tali tentativi furono svolti dal diplomatico italiano tramite un intermediario, il ministro di Romania a Lisbona Jan Pangal, che era in contatto con il responsabile della legazione britannica Ronald Campbell. Tramite Pangal, Fransoni era già venuto a conoscere notizie di cui aveva tempestivamente informato il Ministro degli Esteri Galeazzo Ciano, circa l'imminenza dello sbarco anglo-americano in Marocco. Secondo i documenti anglo-americani l'iniziativa di Fransoni sarebbe partita su impulso di un membro di Casa Savoia (forse la principessa Maria Josè di Savoia) nell'ottobre del 1942; l'esistenza di tali contatti fu comunicata dal Ministro degli Esteri britannico Anthony Eden agli alleati americani e sovietici il 17 dicembre 1942, con la precisazione che il governo inglese aveva deciso di non darne esito. In un successivo rapporto dello stesso Fransoni per Mussolini del 26 giugno 1943 risulterebbe che anche Ciano avesse deciso di lasciar cadere tali tentativi.
Nel maggio del 1943, Fransoni fu sostituito a Lisbona da Renato Prunas. Rientrato a Roma, subentrò a Prunas quale direttore degli Affari Transoceanici e rimase nella Capitale anche durante il periodo dell'occupazione tedesca (1943-1944).

### Dopoguerra
Il 9 novembre 1945, Fransoni fu nominato ambasciatore d'Italia in Cina, ma non vi si recò mai. Il 6 marzo 1946 fu trasferito a Bruxelles; nel marzo del 1947 fu promosso ambasciatore di grado. Il 25 novembre 1946, il Ministro Pietro Nenni nominò Francesco Fransoni Segretario generale del Ministero degli Affari Esteri, in sostituzione – ancora una volta – di Renato Prunas. Ma, dopo nemmeno due anni, il 19 maggio 1948, Fransoni rassegnò, per iscritto, le proprie dimissioni dalla carica di segretario generale e dal servizio. Il nuovo Ministro degli Esteri, Carlo Sforza, ritenne opportuno di non insistere per quanto riguarda le dimissioni dalla carica, che divennero irrevocabili il 31 maggio successivo, ma propose a Fransoni di restare in servizio per ulteriori incarichi, che lo stesso rifiutò ugualmente. Nella seduta della Camera dei Deputati del 15 novembre 1948, la vicenda fu oggetto d'interrogazione da parte dell'onorevole Giovanni Alliata Di Montereale, cui fu data risposta dal sottosegretario Giuseppe Brusasca.
Il 28 giugno 1949, Fransoni fu collocato a riposo, e morì a Roma venticinque anni dopo.